# Associazione Calcio Reggiana 2000-2001
Questa voce raccoglie le informazioni riguardanti della Associazione Calcio Reggiana nelle competizioni ufficiali della stagione 2000-2001.

## Stagione
Nella stagione 2000-2001, prima del nuovo secolo, la Reggiana disputa il girone A del campionato di Serie C1, raccoglie 30 punti e si salva vincendo il playout con l'Alzano Virescit. Franco Dal Cin aspetta dal Comune la variante del Giglio per il nuovo centro commerciale che non arriva. Intanto assume al timone della Reggiana Gigi Maifredi. La squadra è ancora rivoluzionata. Ritorna Minetti, già giovane centravanti dei granata, rispolverato come esterno, poi ecco i vari Compagno, D'Angelo, Martinelli, Mazzocco, Onorato, più avanti anche Trinchera. Giocatori ai più sconosciuti, ma anche qualche innesto di valore, come gli attaccanti Mussi e Pirri. il mediano Del Nevo, il difensore Luzardi. Le note liete sono rappresentate dal giovane attaccante Rabito e dal portiere Squizzi.
La Reggiana inizia con la vittoria esterna di Lecco (3-4) e poi viene sconfitta (per la seconda volta consecutiva) in casa (1-2) dall'Albinoleffe. Inizia qui il suo calvario in questa stagione. Unica nota lieta la vittoria al Giglio contro il Brescello (2-1) il 19 novembre del 2000. Nell'aprile debutta in maglia granata il giovane Obafemi Martins (che sarà all'Inter e in Inghilterra). Alla fine la squadra granata deve disputare i play out per mantenere la categoria. Intanto anche Claudio Testoni, che aveva sostituito Gigi Maifredi alla nona giornata dopo il rovescio di Arezzo (4-1), dopo l'umiliante sconfitta di Brescello (4-1) a fine marzo, viene sostituito a sua volta da Salvatore Vullo.
Ai play out la Reggiana deve affrontare l'Alzano. Al Giglio il 27 maggio del 2001 i granata prevalgono (2-1), ma l'Alzano ha la differenza classifica favorevole avendo chiuso il torneo con un punto in più. In Lombardia i locali potrebbero condannare la Reggiana alla retrocessione vincendo con qualsiasi risultato, ma Squizzi para il rigore decisivo e grazie allo (0-0) ottenuto, salva la categoria per i granata.

## Divise e sponsor
| Prima divisa | Seconda divisa |

## Rosa
| N. |                      | Ruolo | Calciatore          |
| -- | -------------------- | ----- | ------------------- |
|    | Italia (bandiera)    | D     | Fabio Agrillo       |
|    | Italia (bandiera)    | C     | Luca Ariatti        |
|    | Italia (bandiera)    | P     | Andrea Artich       |
|    | Italia (bandiera)    | D     | Ivano Casanova      |
|    | Italia (bandiera)    | D     | Fabio Caselli       |
|    | Italia (bandiera)    | C     | Gianluca Cherubini  |
|    | Italia (bandiera)    | C     | Giuseppe Compagno   |
|    | Italia (bandiera)    | D     | Maurizio Damonte    |
|    | Italia (bandiera)    | D     | Salvatore D'Angelo  |
|    | Italia (bandiera)    | C     | Loris Del Nevo      |
|    | Italia (bandiera)    | D     | Michele Del Nevo    |
|    | Italia (bandiera)    | C     | Pierluigi Di Già    |
|    | Italia (bandiera)    | D     | Luigi Di Simone     |
|    | Nigeria (bandiera)   | C     | Prince Ikpe Ekong   |
|    | Rep. Ceca (bandiera) | C     | Edvard Lasota       |
|    | Italia (bandiera)    | D     | Luca Luzardi        |
|    | Italia (bandiera)    | D     | Pasquale Martinelli |
|    | Nigeria (bandiera)   | A     | Obafemi Martins     |

| N. |                    | Ruolo | Calciatore               |
| -- | ------------------ | ----- | ------------------------ |
|    | Italia (bandiera)  | C     | Stefano Mazzocco         |
|    | Italia (bandiera)  | C     | Francesco Meacci         |
|    | Italia (bandiera)  | A     | Massimo Minetti          |
|    | Italia (bandiera)  | A     | Dario Morello            |
|    | Italia (bandiera)  | A     | Andrea Mussi             |
|    | Italia (bandiera)  | P     | Michele Nicoletti        |
|    | Italia (bandiera)  | D     | Riccardo Onorato         |
|    | Italia (bandiera)  | D     | Rocco Roberto Paris      |
|    | Italia (bandiera)  | C     | Alessio Pirri            |
|    | Italia (bandiera)  | A     | Andrea Rabito            |
|    | Italia (bandiera)  | A     | Carlo Alberto Santunione |
|    | Italia (bandiera)  | A     | Alessandro Sgrigna       |
|    | Italia (bandiera)  | C     | Simone Sinagra           |
|    | Italia (bandiera)  | P     | Lorenzo Squizzi          |
|    | Italia (bandiera)  | A     | Giovanni Tiberi          |
|    | Italia (bandiera)  | D     | Stefano Trinchera        |
|    | Italia (bandiera)  | A     | Simone Vecchi            |
|    | Nigeria (bandiera) | C     | Adewale Wahab            |

## Risultati

### Campionato

#### Girone di andata
| Arbitro: | Ferraro (Crotone) |

|                                       |           |                                       |
| Bertolini 20’, 75’ (rig.) Loria 90+3’ | Marcatori | 19’, 67’ Lasota 80’ Mussi 90+1’ Pirri |

| Arbitro: | Bergonzi (Genova) |

|               |           |                             |
| Cherubini 60’ | Marcatori | 62’ Araboni 87’ Maffioletti |

| Arbitro: | Ambrosino (Torre del Greco) |

|                                          |           |           |
| Montanari 8’ Marianini 37’ Tarantino 41’ | Marcatori | 62’ Mussi |

| Arbitro: | Belloli (Bergamo) |

|            |           |                 |
| Rabito 84’ | Marcatori | 90+1’ Ferronato |

| Arbitro: | Giachero (Pinerolo) |

|               |           |             |
| Cottafava 13’ | Marcatori | 54’ Trocini |

| Arbitro: | Ardito (Bari) |

|             |           |                                 |
| Sinagra 73’ | Marcatori | 35’ Alessi 48’ (rig.) Lorenzini |

| Arbitro: | Dattilo (Locri) |

|                                       |           |                              |
| Mussi 66’ (rig.) Ariatti 90+1’ (rig.) | Marcatori | 35’ Cancellato 75’ Andreotti |

| Arbitro: | M. Mazzoleni (Bergamo) |

|                                                     |           |            |
| Benfari 18’ Bonetto 35’ Bacci 59’ Rinino 66’ (rig.) | Marcatori | 19’ Rabito |

| Arbitro: | Cuttica (Alessandria) |

|  |           |               |
|  | Marcatori | 42’ Chiaretti |

| Arbitro: | Ioseffi (Siena) |

|                          |           |  |
| Pasino 32’ V. Grieco 47’ | Marcatori |  |

| Arbitro: | Cirone (Palermo) |

|                        |           |                |
| Mussi 74’ D'Angelo 86’ | Marcatori | 20’ R. Corradi |

| Arbitro: | Angrisani (Salerno) |

|  |           |                         |
|  | Marcatori | 34’ Cherubini 75’ Mussi |

| Arbitro: | Cenni (Imola) |

|             |           |  |
| Memmo 90+3’ | Marcatori |  |

| Arbitro: | G. Rossi (Rimini) |

|                 |           |                               |
| Rabito 42’, 49’ | Marcatori | 17’ Serra 86’ Favi 88’ Zirafa |

| Arbitro: | Zenere (Schio) |

|                               |           |                 |
| Bernardi 10’ G. Ferrari 90+4’ | Marcatori | 52’, 86’ Rabito |

| Arbitro: | Giannoccaro (Lecce) |

|               |           |                          |
| Minetti 90+3’ | Marcatori | 52’Belluomini 90+1’ Frau |

| Arbitro: | Romeo (Verona) |

|           |           |            |
| Cossu 47’ | Marcatori | 76’ Rabito |

#### Girone di ritorno
| Arbitro: | Cenni (Imola) |

|                 |           |  |
| L. Del Nevo 75’ | Marcatori |  |

| Arbitro: | Bianchi (Lucca) |

|  |           |                           |
|  | Marcatori | 8’ Rabito 63’ L. Del Nevo |

| Arbitro: | Palanca (Roma) |

|  |           |                        |
|  | Marcatori | 43’ Giraldi 61’ Zhabov |

| Arbitro: | P.C. Rossi (Forlì) |

|                  |           |                                                 |
| Gallo 46’ (rig.) | Marcatori | 41’ (rig.) Trinchera 48’ Rabito 60’ L. Del Nevo |

| Arbitro: | Battistella (Conegliano) |

|  |           |             |
|  | Marcatori | 90’ Cavalli |

| Arbitro: | Vicinanza (Albenga) |

|                                            |           |  |
| I. Protti 19’, 41’, 46’ Lorenzini 40’, 81’ | Marcatori |  |

| Arbitro: | Niccolai (Livorno) |

|             |           |  |
| Temelin 46’ | Marcatori |  |

| Arbitro: | De Marco (Chiavari) |

|            |           |             |
| Rabito 62’ | Marcatori | 83’ Lazzaro |

| Arbitro: | Squillace (Catanzaro) |

|                |           |  |
| Pensalfini 24’ | Marcatori |  |

| Reggio Emilia 18 marzo 2001 27ª giornata | Reggiana          | 0 – 0 | Modena | Stadio Giglio\| Arbitro: \| Rizzoli (Bologna) \| |
| Arbitro:                                 | Rizzoli (Bologna) |       |        |                                                  |

| Arbitro: | P.S. Mazzoleni (Bergamo) |

|                                   |           |                   |
| Giglio 6’, 8’, 59’ E. Morello 65’ | Marcatori | 87’ (rig.) Rabito |

| Arbitro: | Belloli (Bergamo) |

|                  |           |                        |
| Pirri 52’ (rig.) | Marcatori | 72’ (rig.) Menolascina |

| Arbitro: | Ciampi (Pisa) |

|  |           |                         |
|  | Marcatori | 43’ Fresta 53’ Colacone |

| Alessandria 22 aprile 2001 31ª giornata | Alessandria          | 0 – 0 | Reggiana | Stadio Giuseppe Moccagatta\| Arbitro: \| Nicoletti (Macerata) \| |
| Arbitro:                                | Nicoletti (Macerata) |       |          |                                                                  |

| Reggio Emilia 29 aprile 2001 32ª giornata | Reggiana           | 0 – 0 | Alzano Virescit | Stadio Giglio\| Arbitro: \| Ponzalli (Firenze) \| |
| Arbitro:                                  | Ponzalli (Firenze) |       |                 |                                                   |

| Arbitro: | Di Renzo (Ostia Lido) |

|                    |           |               |
| Logarzo 30’ (rig.) | Marcatori | 48’ Cherubini |

| Arbitro: | Niccolai (Livorno) |

|                  |           |                       |
| Trocini 20’, 55’ | Marcatori | 34’ Oldoni 54’ Soligo |

### Coppa Italia

#### Girone F
| 17 agosto 2000 1ª giornata |  | – Turno di riposo Reggiana |  |  |

| Arbitro: | P.C. Rossi (Forlì) |

|                   |           |          |
| Parisi 38’ (rig.) | Marcatori | 7’ Mussi |

| Arbitro: | Romeo (Verona) |

|           |           |                          |
| Pirri 87’ | Marcatori | 6’ Veronese 65’ Fabbrini |

| Arbitro: | Lambertini (Bologna) |

|                 |           |             |
| G. Ballotta 36’ | Marcatori | 34’ Trocini |

| Arbitro: | Capozzi (Vicenza) |

|           |           |             |
| Pirri 56’ | Marcatori | 21’ Carozza |